# Love at the Greek
Love at the Greek es un álbum doble en vivo del cantautor estadounidense Neil Diamond, publicado el 4 de febrero de 1977. Es el segundo álbum de Diamond grabado en vivo en el Teatro Greek de Los Ángeles tras Hot August Night de 1972.

## Lista de canciones

### Lado A
1. "Streetlife" – 2:00
2. "Kentucky Woman" – 1:57
3. "Sweet Caroline" – 3:59
4. "The Last Picasso" – 4:29
5. "Longfellow Serenade" – 4:14

### Lado B
1. "Beautiful Noise" – 3:11
2. "Lady Oh" – 4:04
3. "Stargazer" – 2:37
4. "If You Know What I Mean" – 4:11
5. "Surviving the Life" – 4:49

### Lado C
1. "Glory Road" – 3:37
2. "Song Sung Blue" – 4:09
3. "Holly Holy" – 4:38
4. "Brother Love's Travelling Salvation Show" – 5:31

### Lado D
1. "Jonathan Livingston Seagull" – 15:43
2. "I've Been This Way Before" – 4:56

## Créditos
- Reinie Press - bajo
- Dennis St. John - batería
- Doug Rhone - guitarra
- Richard Bennett - guitarra
- Alan Lindgren - teclados
- Tom Hensley - teclados
- King Errison - percusión
- Linda Press - voz
- Neil Diamond - voz, guitarra